# Love in the Future
Love in the Future è il quarto album in studio del cantautore americano John Legend pubblicato il 12 agosto 2013 per la GOOD e Columbia Records. Il progetto discografico è stato candidato ai Grammy Awards nella categoria miglior album R&B.
Il progetto vede al suo interno il singolo All of Me, terzo più venduto del 2014 con 12,3 milioni di unità equivalenti in tutto il mondo secondo l'IFPI.

## Descrizione
L'album, prodotto dallo stesso Legend, Kanye West e Dave Tozer, vede come partecipanti Rick Ross, Stacy Barthe e Seal. Legend ha raccontato la scelta di includere West nella produzione dell'album:
(John Legend)
In un'intervista rilasciata a Vibe, Dave Tozer ha raccontato il processo di produzione delle tracce con Legend e West:
(Dave Tozer)

## Promozione
"Who Do We Think We Are" è il primo singolo, pubblicato il 25 marzo 2013, mentre il 18 giugno è stato pubblicato il secondo, "Made To Love".

## Riconoscimenti
Grammy Award
- 2014 – Candidatura al miglior album R&B

American Music Award
- 2014 – Candidatura al miglior album R&B/Soul

Billboard Music Awards
- 2014 – Candidatura al miglior album R&B

NAACP Image Award
- 2014 – Candidatura al miglior album

Soul Train Music Award
- 2014 – Candidatura all'album dell'anno

## Tracce
1. Love in the Future (Intro)
2. The Beginning
3. Open Your Eyes
4. Made to Love (feat. Kimbra)
5. Who Do We Think We Are (feat. Rick Ross)
6. All of Me
7. Hold on Longer
8. Save the Night
9. Tomorrow
10. What If I Told You (Interlude)
11. Dreams
12. Wanna Be Loved
13. Angel (Interlude) (feat. Stacy Barthe)
14. You & I (Nobody in the World)
15. Asylum
16. Caught Up
17. So Gone
18. We Loved It (feat. Seal)
19. Aim High
20. For the First Time

## Successo commerciale
Love in the Future ha esordito alla posizione numero quattro della classifica Billboard 200, vendendo nella prima settimana 68.000 copie negli Stati Uniti, divenendo il quarto album in studio di Legend a piazzarsi tra le prime cinque posizioni della classifica. L'album ha inoltre esordito alla seconda posizione della Billboard Top R&B/Hip-Hop Albums. Al 2023 Love in the Future è divenuto l'album con il maggior numero di settimane presenti in classifica, totalizzandone 91, e venendo certificato doppio disco di platino dalla RIAA.
Nel Regno Unito, l'album ha esordito alla posizione numero 28 della Official Albums Chart, diventando così l'album in studio di Legend con il più basso numero di vendite all'epoca, e inizialmente ha trascorso solo una settimana nella top 40, scendendo di trentasei posizioni alla numero 64 nella seconda settimana. Nel 2014, grazie al successo del singolo All of Me, l'album ha raggiunto un nuovo picco al numero due della classifica, diventando il piazzamento più alto nella carriera del cantante, oltre che il secondo album a raggiungere le prime dieci posizioni nel Paese.

## Classifiche
| Classifica (2013-2014) | Posizione massima |
| ---------------------- | ----------------- |
| Australia              | 15                |
| Austria                | 64                |
| Belgio (Fiandre)       | 25                |
| Belgio (Vallonia)      | 48                |
| Canada                 | 10                |
| Danimarca              | 12                |
| Francia                | 67                |
| Germania               | 47                |
| Irlanda                | 10                |
| Italia                 | 13                |
| Norvegia               | 10                |
| Nuova Zelanda          | 10                |
| Paesi Bassi            | 3                 |
| Portogallo             | 12                |
| Regno Unito            | 2                 |
| Spagna                 | 41                |
| Stati Uniti            | 4                 |
| Svezia                 | 27                |
| Svizzera               | 16                |
| Sudafrica              | 5                 |